# Роберт Белл (геолог)
Роберт Белл (3 червня 1841, Торонто — 17 червня 1917, Ратвелл, Манітоба) — канадський географ і геолог, відомий численними географічними відкриттями в Канаді. Кажуть, що від нього походить понад 3000 назв географічних місць, тому колеги також називали його батьком канадських топонімів.

## Життя
Белл був сином пресвітеріанського священника та геолога-любителя. У підлітковому віці він допомагав геологу Вільяму Едмонду Лоґану з Геологічної служби Канади. Він вивчав цивільне будівництво в Університеті Макгілла, де також вивчав геологію з Джоном Вільямом Доусоном, який закінчив у 1861 році. Потім він ще два роки вивчав природничі науки в Единбурзькому університеті, а в 1863 році став професором хімії та природничих наук у Королівському коледжі в Кінґстоні (Онтаріо). У літні місяці він працював студентом у Географічній службі, до якої він приєднався в 1867 році і був постійним співробітником з 1869 року. Він залишився там до кінця своєї кар'єри, ставши помічником директора в 1877 році, головним геологом в 1890 році та виконувачем обов'язків директора з 1901 до 1909 року, але, до власного розчарування, так і не став директором. У 1908 році офіційно вийшов на пенсію.
Белл особливо досліджував північний Квебек, Онтаріо, Манітобу, східну канадську Арктику, прерії Саскачевану та нафтові піски в Атабасці, Альберта. Він робив записи про флору, фауну, геологію, клімат, ґрунтові умови, етнологію та родовища.
Він написав понад 200 повідомлень і публікацій у межах своєї землевпорядницької роботи. Велика частина його великої спадщини перебуває в Національному архіві Канади.
У 1878 році він отримав медичний диплом (MD) в університеті Макґілла.
Він був членом Лондонського геологічного товариства (1865), Королівського товариства (1897), Королівського товариства Канади. У 1906 році він отримав медаль Каллума від Американського географічного товариства, а в 1906 році медаль мецената від Королівського географічного товариства. Він отримав кілька почесних докторських ступенів (Університет Макґілла, Кембриджський університет, Університету Квінз у Кінгстоні). У 1903 році став компаньйоном ордена Служби імперії.
Він був дядьком геолога Джеймса Макінтоша Белла.

## Почесті
19 травня 1938 року уряд Канади в особі міністра, відповідального за Раду історичних місць і пам'яток Канади, вшанував Роберта Белла та оголосив його «особою національного історичного значення».

## Вебпосилання
- Канадський біографічний словник